# Scalos
Scalos представляет собой настольную замену оригинального Amiga Workbench GUI, основанный на подмножестве API и собственный внешний интерфейс оконный менеджер с таким же именем. Scalos НЕ является заменой AmigaOS, хотя её название говорит об обратном. Его цель — имитировать реальное поведение Workbench, а также интегрировать дополнительные функции и улучшенный внешний вид. Как указано на его веб-сайте, название «Скалос» было вдохновлено вымышленной ускоренной во времени планетой Скалос в эпизоде сериала Star Trek «Подмигивание глаза».

## История
Scalos — это бывший коммерческий продукт, первоначально написанный в 1999 году программистом Стефаном Соммерфилдом для компании-разработчика программного обеспечения AlienDesign. Цель состояла в том, чтобы воссоздать работу мыши и щелчка на Amiga, предложив альтернативу интерфейсу Workbench, представленному в версиях 3.0 и 3.1 AmigaOS (в то время уже считавшемуся устаревшим).
Группа английских программистов, известная как «Satanic Dreams Software» (компания, разрабатывающая программное обеспечение для Windows, Macintosh и Linux), взяла на себя управление. Версии выпуска 1.1 и 1.2 (внутренняя версия 39.2) вышли в 2000 году как бесплатное ПО. Их можно найти в официальном онлайн-репозитории Amiga Aminet. Наконец, в 2012 году исходный код Scalos стал открытым.
Последним кандидатом на выпуск является версия 41.8 RC1; он совместим с AmigaOS 3 для семейства процессоров Motorola 68000, с AmigaOS 4 и MorphOS на машинах PowerPC и с AROS, в настоящее время на компьютерах с процессорами от Intel 80386 и выше. Проект Scalos можно найти на SourceForge.

## Версии
- v1.0 (V39.201) — ноябрь 1999 г.
- v1.1 (V39.212) — 1999 (?)
- v1.2b (39.220) — 6 июня 2000 г.
- v1.2d (39.222) — 2000 (последняя общедоступная бета-версия исполняемого файла)
- v1.3 (40.7) (бета) — 2 августа 2001 г.
- v1.3 (40.22) — 25 сентября 2002 г.
- v1.4 (40.32) (бета) 31 марта 2005 г.
- v1.6 (41.4) — 27 марта 2007 г.
- v1.7 (41.5) — 12 августа 2007 г.
- (41,6) — 12 марта 2009 г.
- (41.7) (бета) — 15 марта 2010 г.
- (41.8) (RC1) — 25 августа 2012 г.[3]

## Особенности
Scalos — это совместимая с Workbench замена, заявленная разработчиками на 100 % совместимая с оригинальным интерфейсом Amiga. Он имеет внутреннюю 64-битную арифметику, которая позволяет поддерживать жесткие диски более 64 ГБ, и полную внутреннюю многозадачную систему (каждое окно, отображаемое на рабочем столе, представлено в системе своей собственной задачей). Он полностью настраивается пользователем и имеет систему рисования и управления окнами (как в стандартной системе Amiga Intuition). Каждое окно может иметь свой собственный фоновый рисунок (с оптимизированной процедурой шаблона и масштабированием) и автоматическое обновление содержимого. Меню доступны для редактирования. Стандартные настройки Amiga «Palette» и Windows «Pattern» заменены новыми. Scalos поддерживает свой собственный API и собственную систему плагинов для разработчиков, которые хотят создавать программное обеспечение для Scalos и улучшать систему.
Scalos поддерживает в качестве стандартных наборов значков замещающие значки Amiga NewIcons и набор Amiga GlowIcons в более старых версиях, таких как AmigaOS 3.5, включая предварительный просмотр миниатюр файлов в виде значков. Таким образом, он представляет собой целую «систему значков» Amiga Datatype, способную поддерживать различные типы значков. Сюда входят значки png с альфа-каналом и прозрачностью, а также «масштабируемые значки» (вышеупомянутые NewIcons и GlowIcons). Scalos также полностью truecolor-совместим.